# Ulp1 peptidaza
Ulp1 peptidaza (EC 3.4.22.68, Smt3-protein konjugatna proteinaza, Ubl-specifična proteaza 1, Ulp1, Ulp1 endopeptidaza, Ulp1 proteaza) je enzim. Ovaj enzim katalizuje sledeću hemijsku reakciju
Hidroliza alfa-vezane peptidne veze u sekvenci Gly-Gly-Ala-Thr-Tyr na C-terminalnom kraju malog ubikvitinu sličnog modifikujućeg (SUMO) propeptid, Smt3, što dovodi do maturacije proteina. Druga reakcija je razlaganje epsilon-vezane peptidne veze između C-terminalnog glicina maturisanog SUMO i lizinske epsilon-amino grupe ciljnog proteina
Enzim iz Saccharomyces cerevisiae takođe može da prepozna mali ubikvitinu-sličan modifikator 1 (SUMO-1) ljudi kao supstrat.

## Spoljašnje veze
- Ulp1+peptidase на 